# Kismath Baguiri
 (juin 2021).
Kismath Baguiri est une scénariste, réalisatrice béninoise. Elle est également directrice de l’association Terre d’Ebène.

## Biographie

### Enfance, formation et débuts
Originaire de Parakou dans le département du Borgou au Nord du Bénin, Kismath Baguiri est née le 30 avril 1994 dans une famille de mélomanes et benjamine d'une fratrie de trois enfants.
Dans le but de développer son talent, elle choisit d’étudier le 7ᵉ art après l’obtention de son baccalauréat, un domaine ou elle s’exprime non plus seulement avec sa voix mais avec tout son être, que ce soit en tant qu’actrice que réalisatrice. Détentrice d'un Master en réalisation cinéma et télévision à Institut supérieur des métiers de l'audiovisuel (ISMA) plusieurs films portent la marque de la réalisatrice qu’elle est devenue.

### Carrière
Très tôt passionnée par la musique, en particulier le rap, elle intègre le groupe de rap reaktion directe en 2010 où elle est la seule femme. Cette expérience se solde par la sortie en 2012 d’un album de 27 titres qui lui permet de faire ses premiers pas dans le monde du show-business.
Elle crée un événement qui récompense les meilleurs professionnels des différents métiers du cinéma : le ciné 229 Awards,,,,,,.
En 2024, elle réalise la série télévisée ivoirienne Charles Ornel sortie le 8 avril 2024 et diffusée sur les antennes de la chaine de télévision A + Ivoire.

## Prix et Distinctions
Son film Suru remporte le « Prix du public » lors du festival « Vues d'Afrique » en avril 2020 à Montréal au Canada. Il s'agit d'un court-métrage de 26 minutes ayant pour thème les violences faites aux femmes, exercées cette fois-ci par les femmes.

## Filmographie

### Films
- Health Wa
- Game Over
- Ting-Tang
- Surug

### Séries
- 2023 : Isabelle
- 2024 : Charles Ornel